# Президентские дебаты в США

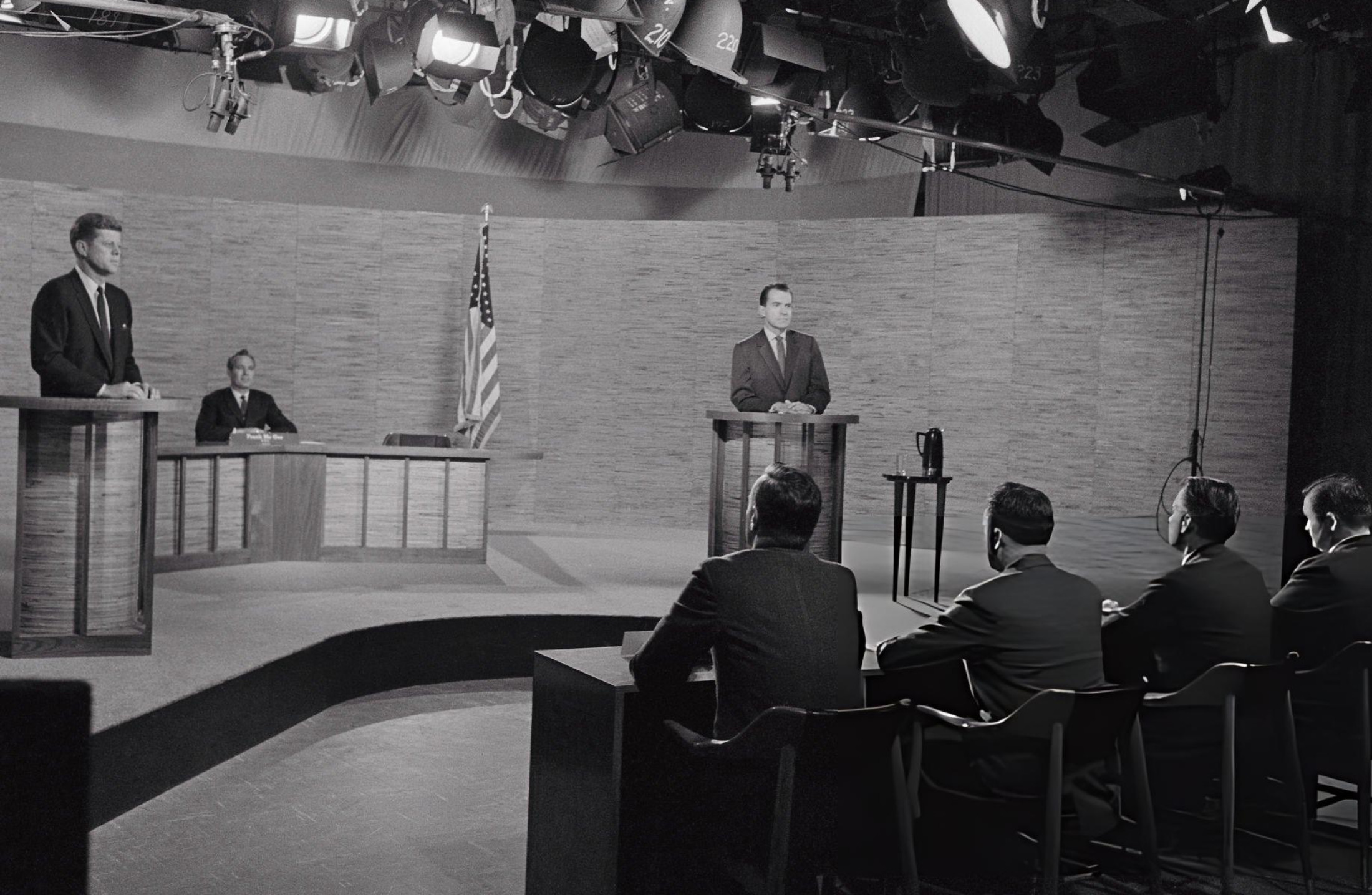
Телевизионные дебаты между Джоном Кеннеди и Ричардом Никсоном, 1960

Президентские дебаты в США — дебаты между основными претендентами на пост президента США, обычная составляющая выборов президента США. Как правило, в дебатах участвуют представители двух главных политических партий США — демократической и республиканской. Во время дебатов обсуждаются наиболее дискуссионные вопросы программ кандидатов. Существует мнение, что именно дебаты определили исход некоторых президентских выборов, например теледебаты Ричарда Никсона и Джона Кеннеди (1960) (на илл.). Дебаты не являются конституционным требованием, но «де-факто» являются частью избирательного процесса.
До 1988 года дебаты кандидатов в президенты США организовывала общественная организация «Лига женщин-избирателей». В 1988 году она отказалась это делать, объявив что требования, которые выдвигают партии, фактически означают фальсификацию дебатов. С тех пор организацией дебатов занимается специальная «Комиссия по президентским дебатам», организованная из представителей обеих главных партий США.